# William Allen (cardinale)
William Allen (Rossall, 1532 – Roma, 16 ottobre 1594) è stato un cardinale inglese; è ricordato per aver fondato il primo seminario per il clero inglese, che è anche uno dei più antichi in assoluto.

## Biografia
Era il terzo figlio di John Allen e di Jane Lister. Studiò in casa fino al compimento dei quindici anni; fu quindi inviato all'Oriel College di Oxford, dove terminò gli studi il 16 luglio 1554. Nel 1556 divenne preside del St Mary Hall. Nel 1558, sebbene fosse ancora laico, aveva già in animo di abbracciare la carriera ecclesiastica e fu nominato canonico di Oxford. Nello stesso anno ascese al trono d'Inghilterra la regina Elisabetta I e fu ristabilito il protestantesimo. Fedele alla Chiesa cattolica William Allen rinunciò al canonicato e nel 1561 si trasferì a Lovanio, nelle Fiandre.
Nel 1562, in precarie condizione di salute, dovette tornare in Inghilterra, ma dopo quattro anni, nel 1565 lasciò per sempre il suo paese. Tornò nelle Fiandre e nello stesso 1565 fu ordinato presbitero a Malines, proseguendo i suoi studi teologici e fondando nel 1568 il primo collegio inglese sul Continente, a Douai, di cui divenne poi professore. Continuerà ad occuparsi di questo collegio fino al 1588, anche se dal 1585 si era trasferito a Roma, dove già nel 1576 aveva fondato il Venerabile Collegio Inglese, un seminario per i chierici di nazionalità inglese e gallese. Curò l'edizione della Bibbia di Douai, in inglese, di cui il Nuovo Testamento fu stampato a Reims nel 1592 e l'Antico Testamento uscì a Douai nel 1609.
Nel concistoro del 7 agosto 1587 papa Sisto V lo creò cardinale e il 31 agosto dello stesso anno ricevette il titolo dei Santi Silvestro e Martino ai Monti.
Il 10 novembre 1589 fu nominato arcivescovo di Malines da Filippo II di Spagna, ma non poté prendere possesso della sede arcivescovile, per le condizioni in cui versava a causa della Riforma protestante.
Morì a Roma e fu sepolto nella chiesa di San Tommaso di Canterbury presso il Venerabile Collegio Inglese. La sua tomba fu distrutta durante l'occupazione francese ai tempi della prima Repubblica romana.

## Conclavi
Durante il periodo del suo cardinalato, William Allen partecipò a quattro conclavi:
- al primo conclave del 1590, che elesse papa Urbano VII;
- al secondo conclave del 1590, che elesse papa Gregorio XIV;
- al conclave del 1591, che elesse papa Innocenzo IX;
- al conclave del 1592, che elesse papa Clemente VIII.